# José María de Heredia
José-Maria de Heredia Girard (La Fortuna, cerca de Santiago de Cuba, 22 de noviembre de 1842-castillo de Bourdonné, cerca de Houdan, Yvelines, 3 de octubre de 1905) fue un poeta y traductor francés de origen español de la provincia de Cuba, una de las principales figuras del parnasianismo.

## Biografía
Hijo de Domingo de Heredia Mieses Pimenetel Guridi nativo de Santo Domingo y de su segunda esposa, la francesa Louise Girard, el poeta nació en la plantación familiar, cerca de Santiago de Cuba. Se embarcó a Francia a los nueve años, en 1851, donde cursó el bachillerato hasta 1859. En Francia descubrió la obra de Leconte de Lisle, que le causó una honda impresión.
Tras su regreso en 1859 a Cuba, comenzó a estudiar la lengua española con vistas a licenciarse en Derecho. No logró su propósito, pues no se le reconoció la equivalencia del bachillerato cursado en Francia. Por lo tanto, en 1860 volvió a Francia con la intención de seguir allí los estudios de Derecho. 
Entre 1862 y 1865 estudió en la prestigiosa École des chartes de París, y comenzó a escribir sus primeros poemas, muy influidos por la escuela parnasiana. En 1863 conoció a Leconte de Lisle, y a partir de 1866 colaboró en el Parnaso contemporáneo. Concretamente, contribuyó a la primera antología (1866) con 6 sonetos y con 25 sonetos a la tercera (1876), mientras que en la segunda (1869-71) contribuyó con el largo poema épico, "La desesperación de Atahualpa", que cerraba la antología. Hizo amistad con autores como Sully Prudhomme y Catulle Mendès, y publicó sus poemas en revistas como Revue des Deux Mondes, Le Temps y Le Journal des Débats.

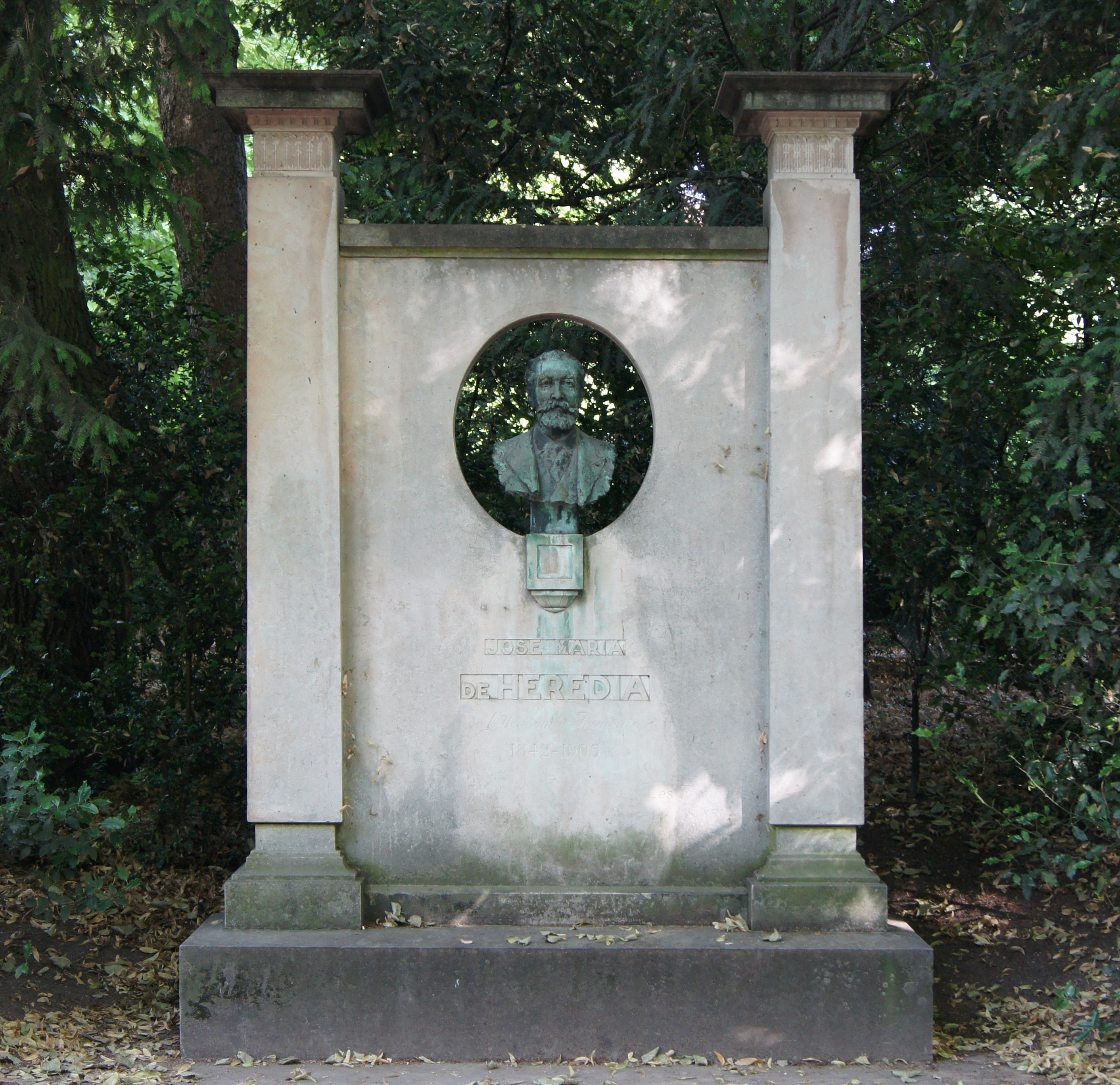
Busto de Heredia en el Jardín de Luxemburgo, por el escultor Victor Segoffin.

Contribuyó decisivamente a la difusión en Francia de la historia española e hispanoaméricana del siglo XVI, no sólo con su poesía sino con sus traducciones de obras del español al francés. Dedicó diez años —entre 1877 y 1887— a traducir la Historia verdadera de la conquista de la Nueva España de Bernal Díaz del Castillo. Tradujo también al francés la Historia de la monja alférez, memorias de Catalina de Erauso. Tradujo del latín, francés e inglés a Horacio, Lamartine, Ossian y Lord Byron.
Es uno de los más destacados representantes del parnasianismo. En 1893 reunió todos sus sonetos en un libro, Los trofeos (Les Trophées), editado por Alphonse Lemerre y dedicado a Leconte de Lisle, su principal obra y una de las más importantes de la poesía parnasiana. En 1894 fue elegido miembro de la Academia francesa, corriendo a cargo de François Coppée su discurso de recepción. Con ocasión de la visita de los zares rusos a París compuso su poema Salut à l'Empereur. Este poema fue leído en una solemne ceremonia el día en que se colocó la primera piedra del puente de Alejandro III, ante los zares. También fue nombrado miembro de la Comisión del Diccionario francés, así como secretario de embajada. En 1901, a estos honores se unió la toma de posesión como conservador de la biblioteca del Arsenal de París. Testimonio de su gran relevancia en el período del cambio de siglo, en 1902 fundó la Sociedad de Poetas Franceses, junto a su amigo Sully Prudhomme (recién elegido como primer premio Nobel) y a Léon Dierx (considerado desde 1898 como "príncipe de los poetas", cargo que anteriormente ocuparon Verlaine y Mallarmé).
Casado desde 1867 con la también cubanofrancesa Louise-Cécile Despaigne, fue padre de tres hijas, una de las cuales, Marie de Heredia, sería la futura esposa de Henri de Régnier y la amante de Pierre Louÿs. 
Heredia murió el 3 de octubre de 1905 en el castillo de Bourdonné, cerca de Houdan.

## Traducciones al español
- Las aventuras de Sherlock Holmes de Arthur Conan Doyle, publicado en 1895 (Esta traducción se compone de 12 relatos: Escándalo en bohemia, La liga de los pelirrojos, Un caso de identidad, El misterio del valle boscombe, Las cinco semillas de naranja, El hombre del labio torcido, El carbunclo azul, La banda de lunares, El dedo pulgar del ingeniero, El aristócrata solterón, La corona de berilos, El misterio de copper beeches)